# Vuktyl
Vuktyl (in lingua russa Вуктыл) è una città situata nella Repubblica dei Komi, in Russia, sorta vicino alla confluenza del fiume Pečora con il fiume Vuktyl.

## Geografia fisica
Vuktyl è situata nella Repubblica dei Komi sul fiume Vuktyl, 575 km a nord-est di Syktyvkar.

## Storia
Vuktyl è stata fondata nel 1968 ed ha ottenuto lo status di città nel 1989. Vuktyl negli ultimi anni ha avuto un calo demografico notevole: nel 1989 contava 19 300 abitanti; nel 2002 contava 14 600 abitanti; nel 2005 ospitava più di 14 000 persone; nel 2024 solo 9 001 (ma nell'agglomerato del distretto municipale urbano conta 16 200 abitanti).	

## Infrastrutture e trasporti
La città è servita dall'Aeroporto di Vuktyl (ICAO: UUYK), situato a 4 km sud-ovest dal centro abitato.